# Álex Ubago
Alejandro Martínez de Ubago Rodríguez, noto semplicemente come Álex Ubago (Vitoria, 29 gennaio 1981), è un cantautore spagnolo di origine basca.
La sua ascesa al successo è stata graduale e lenta. In un primo momento, il suo album di debutto non ebbe un grande successo.
Nel corso degli anni il cantante ha pubblicato svariati album per l'etichetta discografica Warner, alcuni dei quali hanno riscosso un grande successo; Calle ilusión (2009) e Aviones de cristal hanno raggiunto entrambi la terza posizione della classifica spagnola.
Nel corso della sua carriera, il cantante ha duettato con Amaia Montero nella canzone Sin miedo a nada (contenuta nell'album di debutto ¿Qué pides tú?, 2001) e con Craig David in Walking Away (Calle ilusión, 2009).

## Discografia

### Album
- 2001 - ¿Qué pides tú?
- 2003 - 21 meses, 1 semana y 2 dias
- 2003 - Fantasía o realidad
- 2004 - Álex Ubago: En Directo
- 2006 - Aviones de cristal
- 2007 - Siempre en mi mente (Sus grandes éxitos)
- 2009 - Calle ilusión
- 2012 - Mentiras Sinceras
- 2017 - Canciones impuntuales